# Tales from the Twilight World
Tales from the Twilight World is het derde album van Blind Guardian, uitgebracht in 1990 door No Remose Records en Virgin Records. In 2007 heruitgebracht op het label Virgin met drie bonustracks.

## Track listing
1. Traveler in Time – 5:59
2. Welcome to Dying – 4:47
3. Weird Dreams – 1:19
4. Lord of the Rings – 3:14
5. Goodbye My Friend – 5:33
6. Lost in the Twilight Hall – 5:58
7. Tommyknockers – 5:09
8. Altair 4 – 2:26
9. The Last Candle – 5:59
10. Run for the Night (live) - 3:38 (alleen op Virgin CD)
11. Lost in the Twilight Hall (demo) - 5:56 (alleen op Virgin CD)
12. Tommyknockers (demo) - 5:12 (alleen op Virgin CD)